# Lusong
Lusong (en chino, 芦淞; pinyin, Lúsōng) es un distrito urbano bajo la administración directa de la Prefectura  Zhuzhou  en la Provincia de Hunan, República Popular China.  Su área es de 217 km² y su población total para 2015 superó los 300 mil  habitantes. 
El distrito es el lugar de nacimiento de la ciudad de Zhuzhou y es el centro económico, cultural, de transporte y comercial de la ciudad-prefectura. Es la "ventana" y "puerta de entrada" de Zhuzhou.
Las dos líneas ferroviarias de Beijing-Guangzhou y Shanghai-Kunming pasan por el distrito y las autopistas nacionales 320 y 1815 cruzan el territorio. Lusong se ubica a una hora de la capital provincial, Changsha y del aeropuerto de Huanghua.
Hay 26.66 km² de tierra forestal y es rica en flora y fauna silvestre. La economía ha formado industrias pilares como la ropa (la principal de la región), la alimentación, el transporte y la maquinaria de aviación. 
En octubre de 2018, fue seleccionado como uno de los "100 principales potenciales de inversión nacional en 2018".

## Administración
Desde marzo de 2023, el  Distrito Lusong  se divide en 8 pueblos  administrados  en 7 subdistritos y 1  poblado.

## Toponimia
El topónimo Lusong conmemora la resistencia del pueblo y del ejército chino contra la invasión japonesa. Combina los nombre del Incidente del Puente Lugou (Lu[gou]) y la Batalla de Songhu (Song[hu]).
Los sinogramas de la ciudad son una transcripción fonética que une estos hechos históricos (卢-淞) , por lo que la escritura "Lusong" (芦 "caña" y 淞 "pino") no tiene significado literal.

## Clima
La región tiene un clima monzónico subtropical con un clima templado y cuatro estaciones distintas. La temperatura media anual es de 18 °C, la temperatura más alta es de 40 °C y la temperatura más baja es de -8 °C. La precipitación anual es de aproximadamente 1400 mm.
| Parámetros climáticos promedio de Lusong (1981−2010) | Parámetros climáticos promedio de Lusong (1981−2010) | Parámetros climáticos promedio de Lusong (1981−2010) | Parámetros climáticos promedio de Lusong (1981−2010) | Parámetros climáticos promedio de Lusong (1981−2010) | Parámetros climáticos promedio de Lusong (1981−2010) | Parámetros climáticos promedio de Lusong (1981−2010) | Parámetros climáticos promedio de Lusong (1981−2010) | Parámetros climáticos promedio de Lusong (1981−2010) | Parámetros climáticos promedio de Lusong (1981−2010) | Parámetros climáticos promedio de Lusong (1981−2010) | Parámetros climáticos promedio de Lusong (1981−2010) | Parámetros climáticos promedio de Lusong (1981−2010) | Parámetros climáticos promedio de Lusong (1981−2010) |
| Mes                                                  | Ene.                                                 | Feb.                                                 | Mar.                                                 | Abr.                                                 | May.                                                 | Jun.                                                 | Jul.                                                 | Ago.                                                 | Sep.                                                 | Oct.                                                 | Nov.                                                 | Dic.                                                 | Anual                                                |
| ---------------------------------------------------- | ---------------------------------------------------- | ---------------------------------------------------- | ---------------------------------------------------- | ---------------------------------------------------- | ---------------------------------------------------- | ---------------------------------------------------- | ---------------------------------------------------- | ---------------------------------------------------- | ---------------------------------------------------- | ---------------------------------------------------- | ---------------------------------------------------- | ---------------------------------------------------- | ---------------------------------------------------- |
| Temp. máx. abs. (°C)                                 | 27.6                                                 | 31.7                                                 | 35.6                                                 | 36.2                                                 | 36.8                                                 | 37.4                                                 | 41.6                                                 | 39.7                                                 | 38.5                                                 | 36.1                                                 | 33.8                                                 | 28.9                                                 | '                                                    |
| Temp. máx. media (°C)                                | 10.9                                                 | 13.1                                                 | 17.1                                                 | 23.8                                                 | 28.2                                                 | 31.3                                                 | 34.5                                                 | 33.2                                                 | 29.6                                                 | 25.1                                                 | 19.6                                                 | 14.3                                                 | 23.4                                                 |
| Temp. media (°C)                                     | 6.3                                                  | 8.4                                                  | 12.1                                                 | 18.1                                                 | 22.5                                                 | 25.8                                                 | 28.0                                                 | 26.9                                                 | 23.8                                                 | 18.9                                                 | 13.3                                                 | 8.0                                                  | 17.7                                                 |
| Temp. mín. media (°C)                                | 3.4                                                  | 5.5                                                  | 8.9                                                  | 14.3                                                 | 18.5                                                 | 21.9                                                 | 23.3                                                 | 23.0                                                 | 20.0                                                 | 14.8                                                 | 9.1                                                  | 4.0                                                  | 13.9                                                 |
| Temp. mín. abs. (°C)                                 | -5.2                                                 | -4.5                                                 | -3.6                                                 | 1.5                                                  | 8.3                                                  | 12.6                                                 | 16.8                                                 | 16.3                                                 | 10.8                                                 | 1.2                                                  | -2.6                                                 | -7.6                                                 | '                                                    |
| Precipitación total (mm)                             | 74.0                                                 | 111.0                                                | 166.1                                                | 198.6                                                | 200.1                                                | 226.6                                                | 153.9                                                | 173.6                                                | 95.5                                                 | 73.5                                                 | 69.6                                                 | 48.0                                                 | 1590.5                                               |
| Humedad relativa (%)                                 | 83                                                   | 84                                                   | 84                                                   | 82                                                   | 81                                                   | 81                                                   | 77                                                   | 81                                                   | 82                                                   | 80                                                   | 80                                                   | 80                                                   | 81.3                                                 |
| Fuente: China Meteorological Data Service Center     |                                                      |                                                      |                                                      |                                                      |                                                      |                                                      |                                                      |                                                      |                                                      |                                                      |                                                      |                                                      |                                                      |

## Geografía
El distrito tiene 11.45 kilómetros de largo de norte a sur y 10.7 kilómetros de ancho de este a oeste. El terreno es suavemente ondulado, con un área total de 66,7 kilómetros cuadrados. El territorio está en la orilla este del río Xiangjiang con un terreno llano donde se yace el área urbana de alrededor de 50 km², el área rural abarca su mayor parte y está cubierta de montañas.